# Bahá’í kalendář
Bahá'í kalendář, nebo též Badí' (nový) kalendář, který se běžně používá ve víře Bahá’í, je solární kalendář s 365 (respektive 366 dny v přestupný rok) a je popsán v Kitáb-i-Aqdas. Rok sestává z 19 měsíců po 19 dnech plus dodatečné období „mezikaledářních dní“ (viz Ajjáme-Há; 4 dny v běžném a 5 v přestupném roce) mezi 18. a 19. měsícem (26. února - 1. března). Nový rok (Nou-Rúz) v Bahá'í kalendáři začíná jarní rovnodenností (většinou 21. března gregoriánského kalendáře). Dny začínají západem slunce předcházejícího solárního dne a končí západem slunce dnešního solárního dne. První rok se začal počítat v r. 1844 gregoriánského kalendáře.

## Svátky
Víra Bahá'í slaví následující svátky:
- 2. března – devatenáctidenní půst – 2. března je většinou začátek půstu. Půst většinou končí 20. března. Během tohoto období vyznavači víry Bahá'í od rozbřesku do západu slunce nejedí ani nepijí.
- 21. března – Nou-Rúz, začátek Nového roku (V některých letech může Bahá’í Nový rok začínat i 20. března. V takových letech i Bahá’í půst začíná a končí o den dříve – tj. v rozmezí od 1. do 19. března.) Bahá’í Nový rok začíná jarní rovnodenností – připadá na den, kdy Slunce vstupuje do znamení Berana. Bahá’u’lláhovo rodiště, jímž je íránské hlavní město Teherán, je oním místem na Zemi, které na základě astronomických výpočtů slouží Bahá’í věřícím za kritérium ke stanovení okamžiku jarní rovnodennosti na severní polokouli, a tím i samotného dne Nou-Rúzu pro Bahá’í svět. Bahá’í Nový rok tedy může začínat 20., 21. nebo velice zřídka i 22. března.
- 21. dubna – Rezván - začátek dvanáctidenního největšího Bahá’í svátku - vyznavači víry Bahá'í oslavují den, kdy se Bahá'u'lláh prohlásil prorokem, kterého předpověděl Báb.
- 29. dubna – Rezván - devátý den, označuje příchod Bahá'u'lláhovy rodiny do zahrady Rezván.
- 2. května – Rezván - dvanáctý den, označuje odchod Bahá'u'lláha ze zahrady Rezván.
- 23. května – Bábova deklarace, Báb byl předchůdce Bahá'u'lláha, zakladatele víry Bahá'í. Jeho úkolem bylo připravit svět na příchod Bahá'u'lláha. Báb vyhlásil své Poslání v íránském Šírázu v noci z 22. na 23. května 1844
- 29. května – nanebevstoupení Bahá'u'lláha, výročí jeho smrti v roce 1892 u Akky v Izraeli.
- 9. července – mučednictví Bába, výročí jeho popravy v roce 1850 v Tabrízu v Íránu.
- 20. října – narození Bába, oslava narození předchůdce zakladatele víry Bahá'í v íránském Šírázu.

Až do roku 2014 oslavoval celý Bahá’í svět narození Bába dne 20. října. Nejvyšší Bahá’í instituce, Světový dům spravedlnosti, však ve svém dopise ze dne 10. července 2014 rozhodla o tom, že počínaje rokem 2015 bude celý Bahá’í svět slavit narození Bába a narození Bahá’u’lláha ve dvou po sobě jdoucích dnech. Jedná se totiž o to, že Bahá’u’lláh ve svém nejdůležitějším spisu Nejsvětější Knize (Kitáb-i-Aqdas) zavádí pojem Dvojí Narozeniny, protože Bahá’u’lláh se narodil 2. dne měsíce Muḥarramu islámského lunárního kalendáře a jeho zvěstovatel Báb se narodil 1. dne měsíce Muḥarramu islámského lunárního kalendáře, avšak o dva roky později než Bahá’u’lláh (Muḥarram je název prvního měsíce islámského kalendáře podobně jako je leden prvním měsícem gregoriánského kalendáře). Bahá’u’lláh tedy ve své Nejsvětější knize předpokládá, že se Dvojí Narozeniny Bába a Bahá’u’lláha budou jednoho dne slavit po celém světě ve dvou po sobě následujících dnech v rámci Bábem zavedeného a Bahá’u’lláhem potvrzeného Bahá’í solárního kalendáře. Světový dům spravedlnosti tyto změny v Bahá’í kalendáři ve výše zmiňovaném dopise z 10. července 2014 zavádí takto: „Svátky Dvojích Narozenin – Narození Bába a Narození Bahá’u’ lláha – se na Východě tradičně slaví podle jejich shody s prvním a druhým dnem měsíce Muḥarramu islámského kalendáře. ,Oba tyto dny se v očích Boha považují za jediný,’ prohlašuje Bahá’u’lláh. V jednom dopise, který byl napsán jménem Strážce (Shoghi Effendiho), se však uvádí: ,Není pochyb o tom, že se v budoucnosti budou všechny Svaté dny řídit solárním kalendářem, a budou přijata potřebná opatření týkající se toho, jakým způsobem se budou Dvojí Svátky jednotně slavit.’ Otázka, jakým způsobem v rámci solárního kalendáře uspokojit už ze své samotné podstaty lunární charakter těchto požehnaných Dnů, zůstávala až dosud nezodpovězena. Rozhodli jsme, že se tyto dny budou nyní slavit prvního a druhého dne po osmém novoluní po Naw-Rúzu (tj. Bahá’í Nový rok), a to tak, jak je to předem určeno astronomickými tabulkami, jež užívají Teherán za výchozí bod. To povede k tomu, že se termíny těchto Dvojích Narozenin budou rok od roku různě pohybovat, a to v rozmezí měsíců Mashíyyat, ‘Ilm a Qudrat podle Badí‘ kalendáře, nebo od poloviny října do poloviny listopadu podle gregoriánského kalendáře. Narozeniny Bába připadnou příští rok na 10. Qudratu (13. listopadu 2015) a Narozeniny Bahá’u’lláha na 11. Qudratu (14. listopadu 2015). S radostí a dychtivým očekáváním vzhlížíme k nadcházejícím dvoustým výročím Baha’u’lláhova Narození a Bábova Narození v letech 174 a 176 Bahá’í letopočtu, která celý Bahá’í svět oslaví podle společného kalendáře.“
- 12. listopadu – narození Bahá'u'lláha v íránském hlavním městě Teheránu, oslava narození zakladatele víry Bahá'í v roce 1817. (Jak je uvedeno výše, Bahá’í věřící celého světa až do roku 2014 slavili Bahá’u’lláhovy narozeniny dne 12. listopadu. Od roku 2015 bude celý Bahá’í svět slavit narození Bába a narození Bahá’u’lláha ve dvou po sobě jdoucích dnech a „termíny těchto Dvojích Narozenin se budou rok od roku různě pohybovat, a to v rozmezí měsíců Mashíyyat, ‘Ilm a Qudrat podle Badí‘ kalendáře, nebo od poloviny října do poloviny listopadu podle gregoriánského kalendáře.“ Viz[2] V roce 2015 se Bahá’u’lláhovy narozeniny slavily v sobotu 14. listopadu 2015, v roce 2016 ve středu 2. listopadu 2016 a v roce 2017 se budou slavit v neděli 22. října 2017.
- 26. listopadu – Den Smlouvy, menší svátek na počest Bahá'u'lláhovy Smlouvy.
- 28. listopadu – nanebevstoupení 'Abdu'l-Baháa, tímto menším svátkem si Bahá’í věřící připomínají úmrtí Bahá'u'lláhova syna v roce 1921.